# Fimbristylis scaberrima
Fimbristylis scaberrima är en halvgräsart som beskrevs av Christian Gottfried Daniel Nees von Esenbeck. Fimbristylis scaberrima ingår i släktet Fimbristylis och familjen halvgräs. Inga underarter finns listade i Catalogue of Life.